# Tidens väg

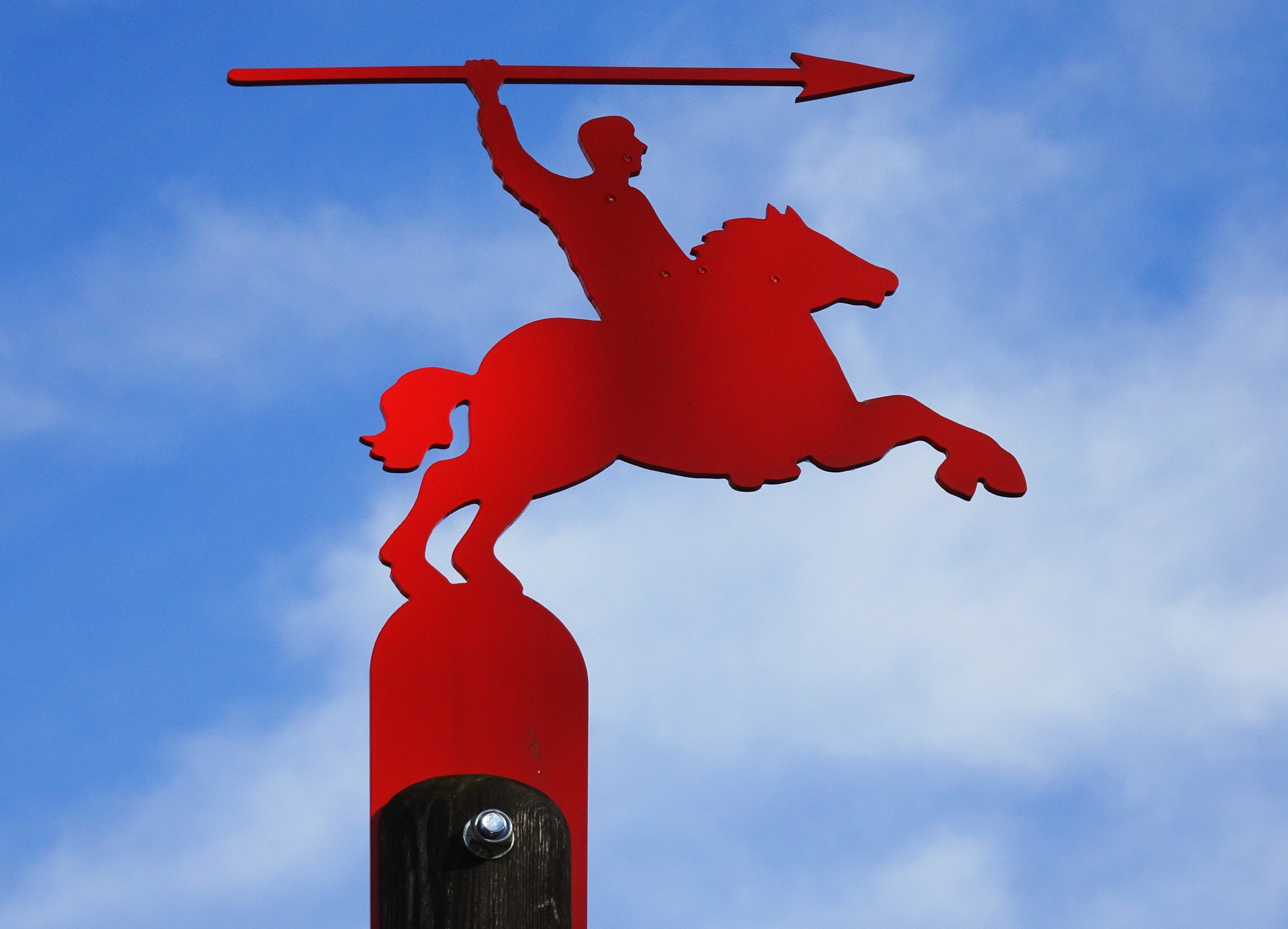
Tidens väg, emblem.

Tidens väg är en natur- och kulturled i Igelbäckens kulturreservat på Järvafältet i Stockholms kommun. Leden invigdes 2010 och är cirka två kilometer lång. Med hjälp av informationstavlor vid olika "stationer" levandegörs områdets långa historia.
Leden går mellan 59°24′39″N 17°54′18″Ö / 59.41083°N 17.90500°Ö och 59°24′6″N 17°53′49″Ö / 59.40167°N 17.89694°Ö.

## Beskrivning

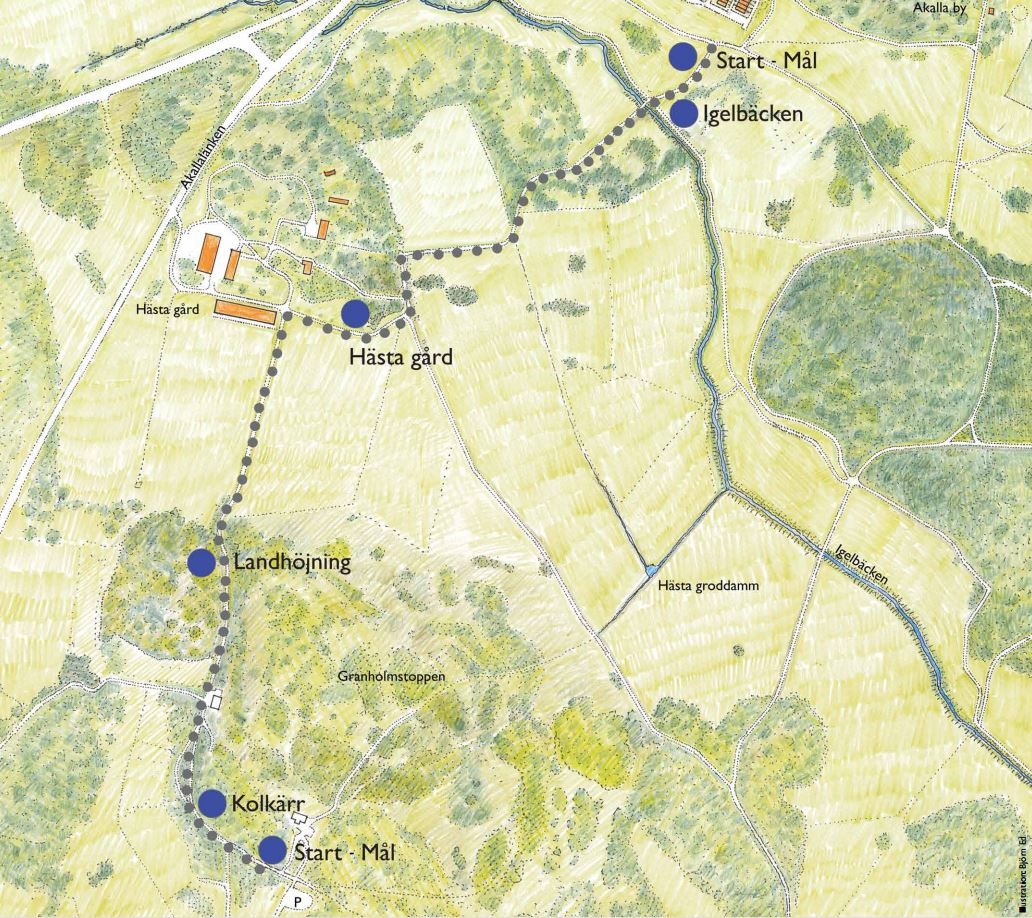
Karta.

Tidens väg går på gamla byvägar mellan Akalla by i norr och Hjulsta i söder. Längs vägen upplyser sex informationsskyltar vid olika "stationer" på ett pedagogiskt sätt om platsernas historia genom att beskriva nutid och dåtid. Mindre skyltar, som visar en röd ryttare med spjut på häst, markerar vägens sträckning. Bland annat berättas om Igelbäckens historia som en gång var en vik av Östersjön och en viktig vattenväg längs vilken forntida bosättningar etablerade sig. 
Längs vägens återfinns Hästa gård där människor har bott sedan bronsåldern och som omtalas i skrift redan år 1347. Idag är Hästa en 4H-gård och Stockholms stads enda kvarvarande jordbruk samt ett av världens största stadsjordbruk.
Strax söder om Hästa gård informeras om landhöjningens betydelse för landskapet. Här går Tidens väg runt en kulle med forntida boplatser bestående av tre husgrundsplatåer och en husgrundsterrass (RAÄ-nummer Spånga 248:1 och 248:2). För 2 500 år sedan var kullen en holme i Igelbäckens vattenområde och vägen gick i strandkanten.
Sista etappen går förbi Granholmstoppen och till Kolkärrs gamla tomt (RAÄ-nummer Spånga 247:1). Kolkärr var ett mindre torp som från 1700-talets slut låg under Hästa. Det omtalas år 1486 som Kolthaker och lades ner på 1850-talet. Idag återstår en kallmurad husgrund. Men bebyggelselämningar lite längre söderut tyder på att området var bebott under vikingatiden eller ännu tidigare (RAÄ-nummer Spånga 212:1).

## Bilder

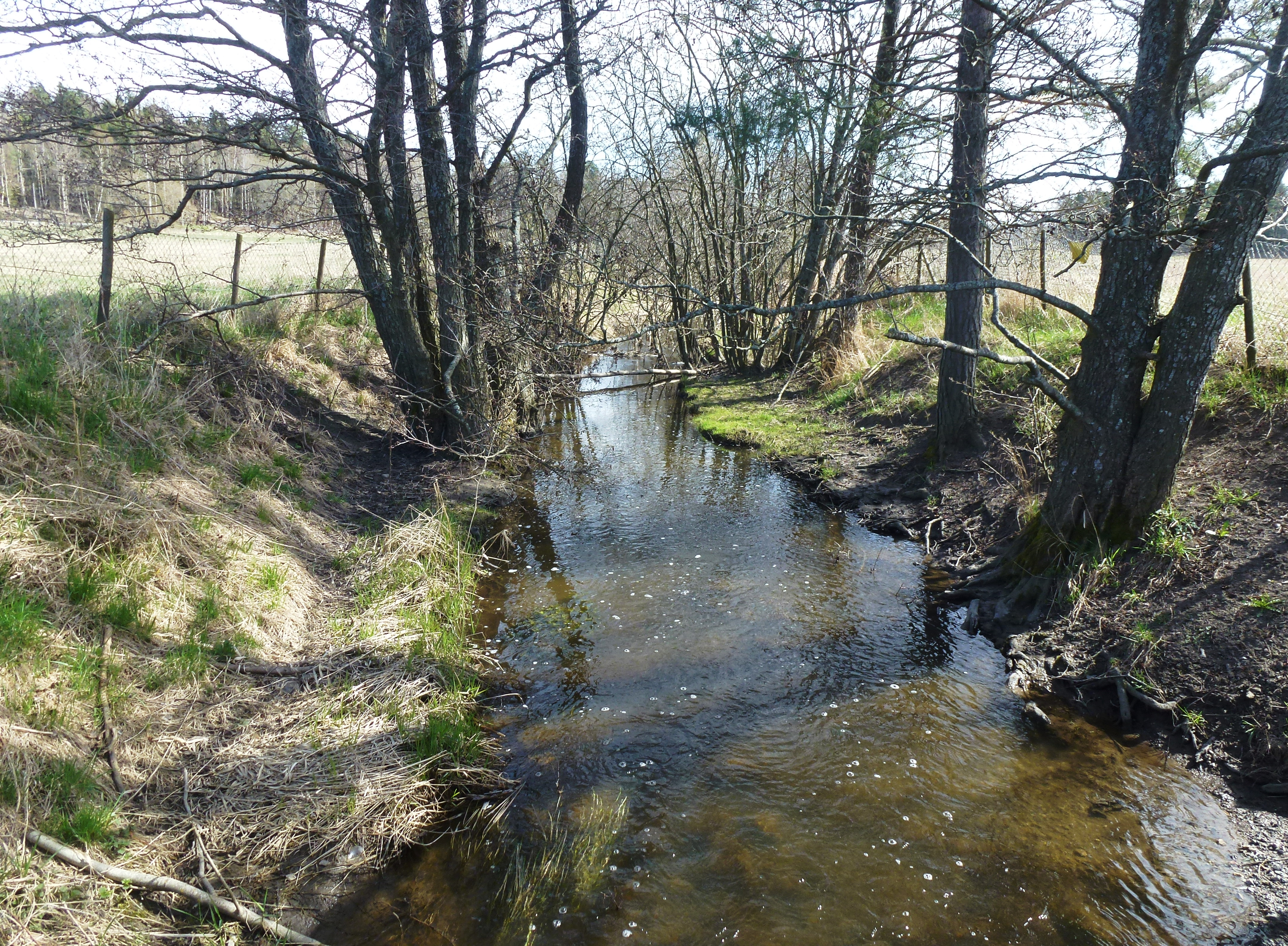
Tidens väg vid station "Igelbäcken".
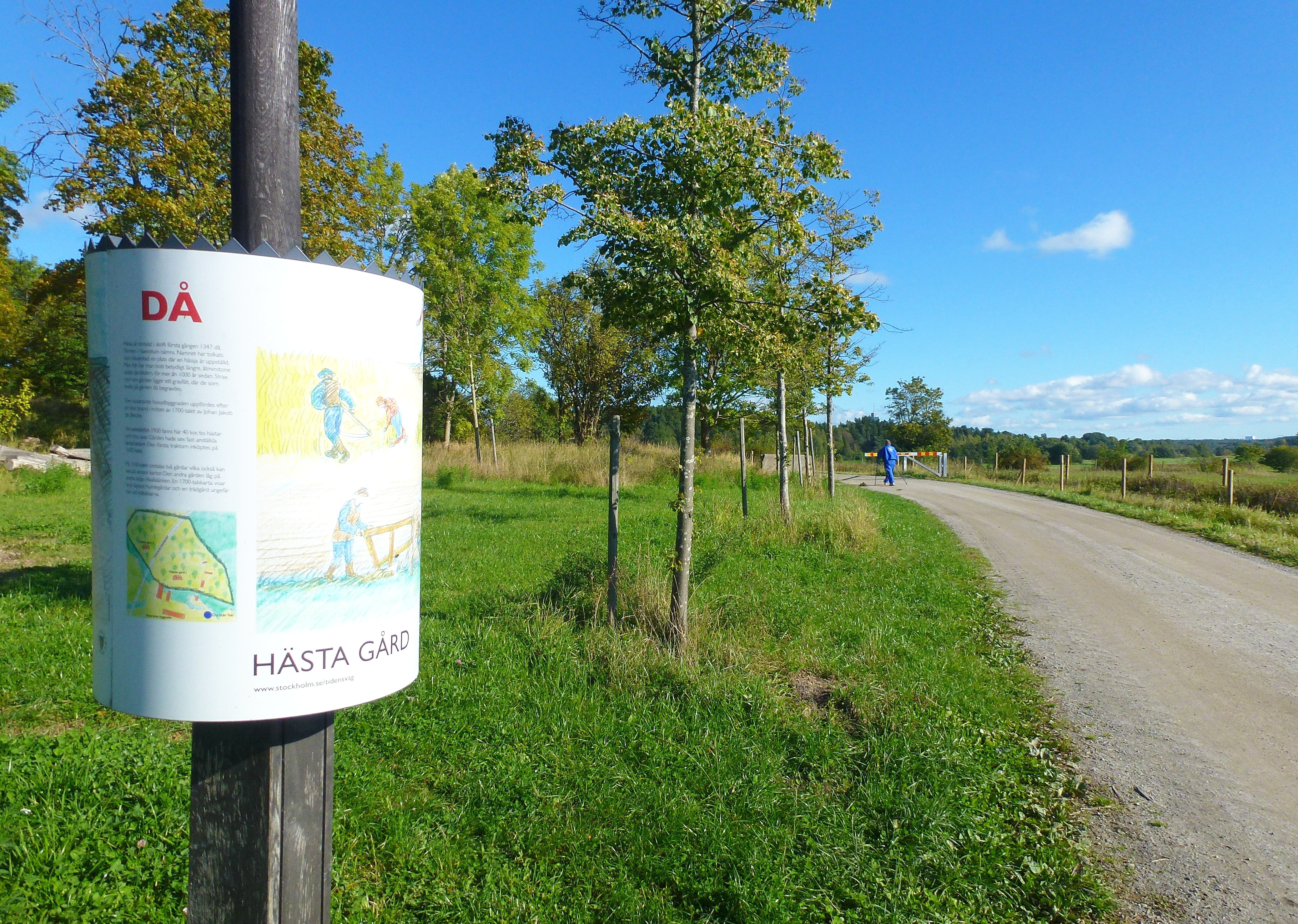
Tidens väg vid station "Hästa gård".
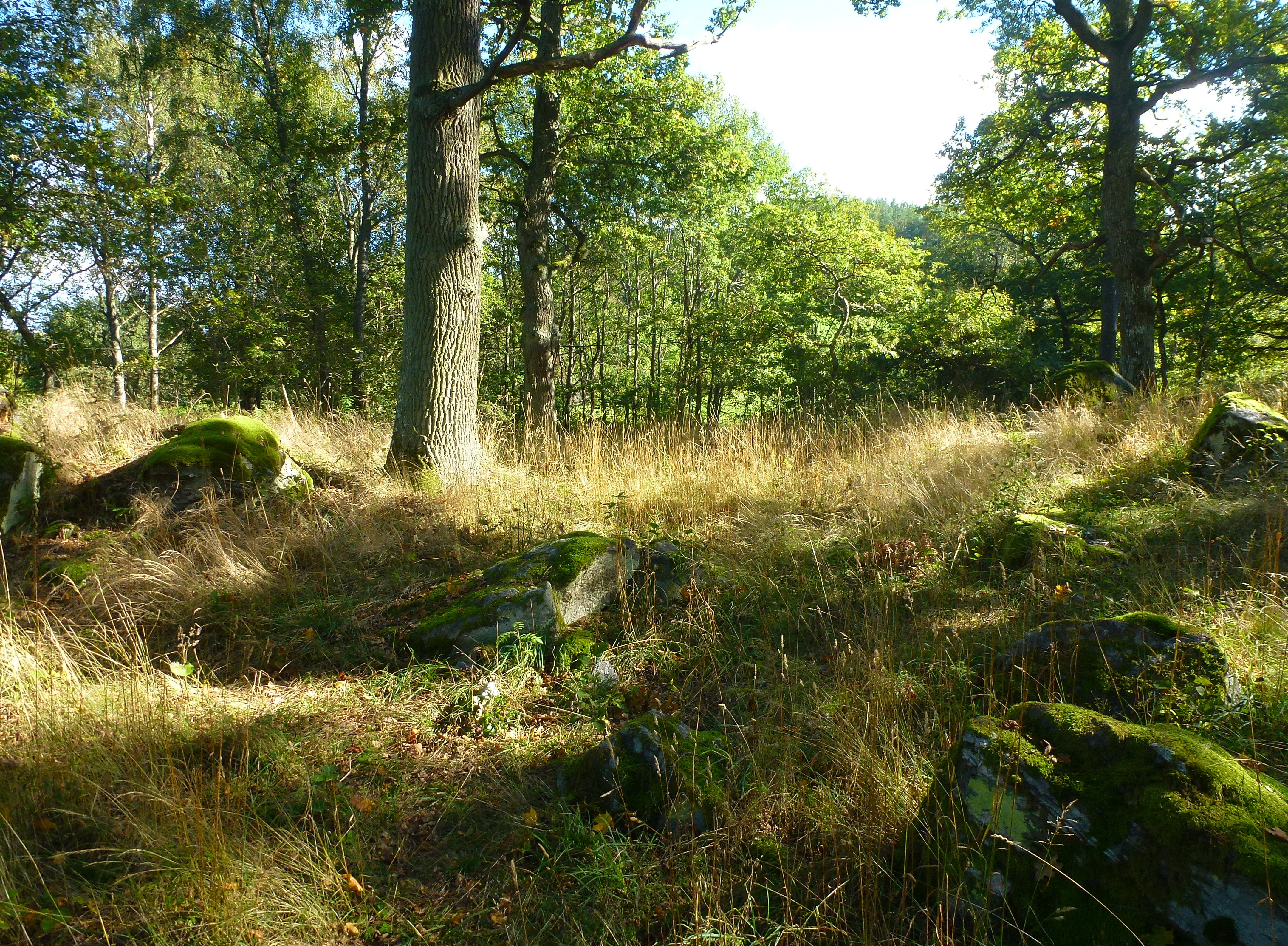
Tidens väg vid station "Landhöjning".
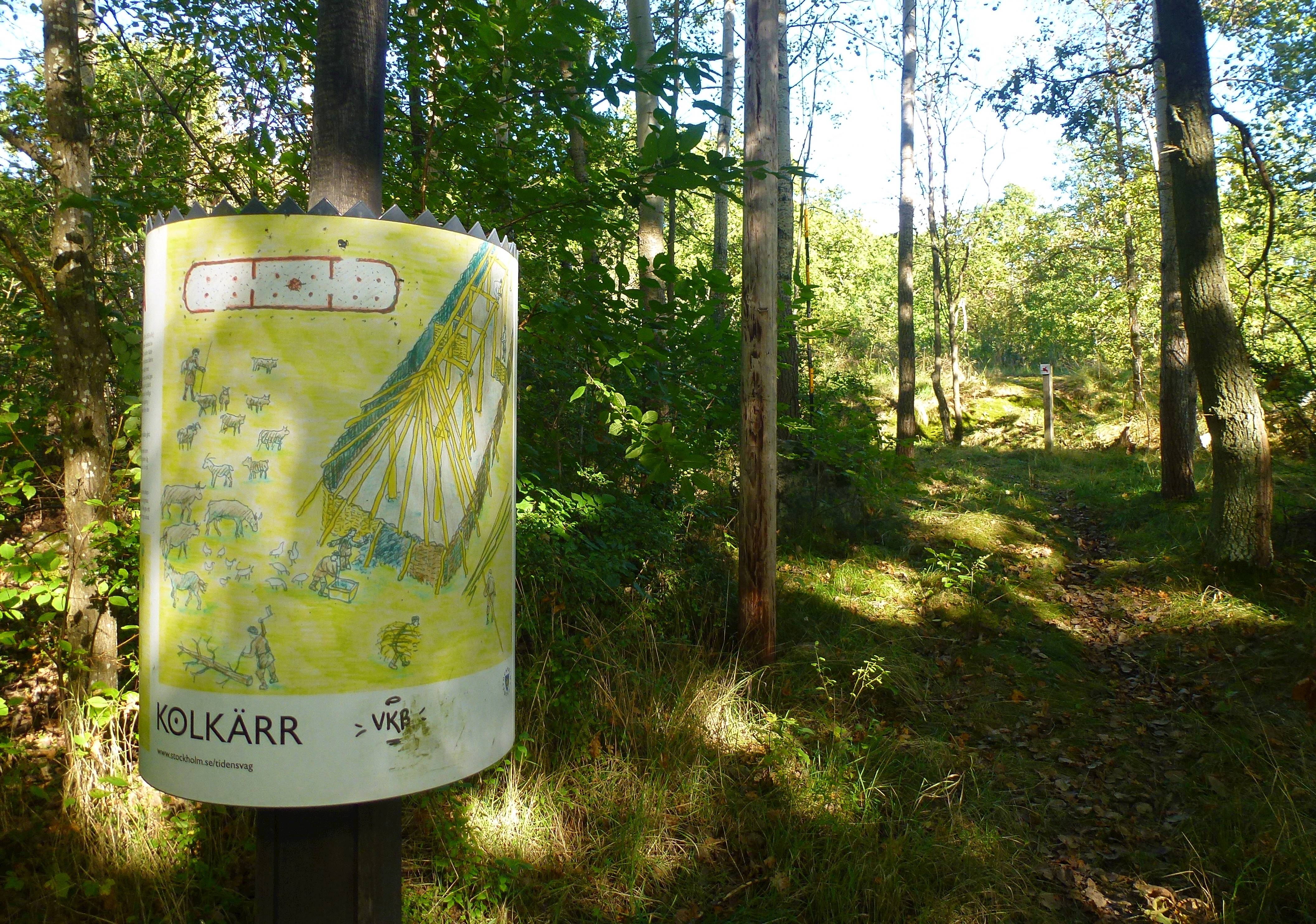
Tidens väg vid station "Kolkärr".
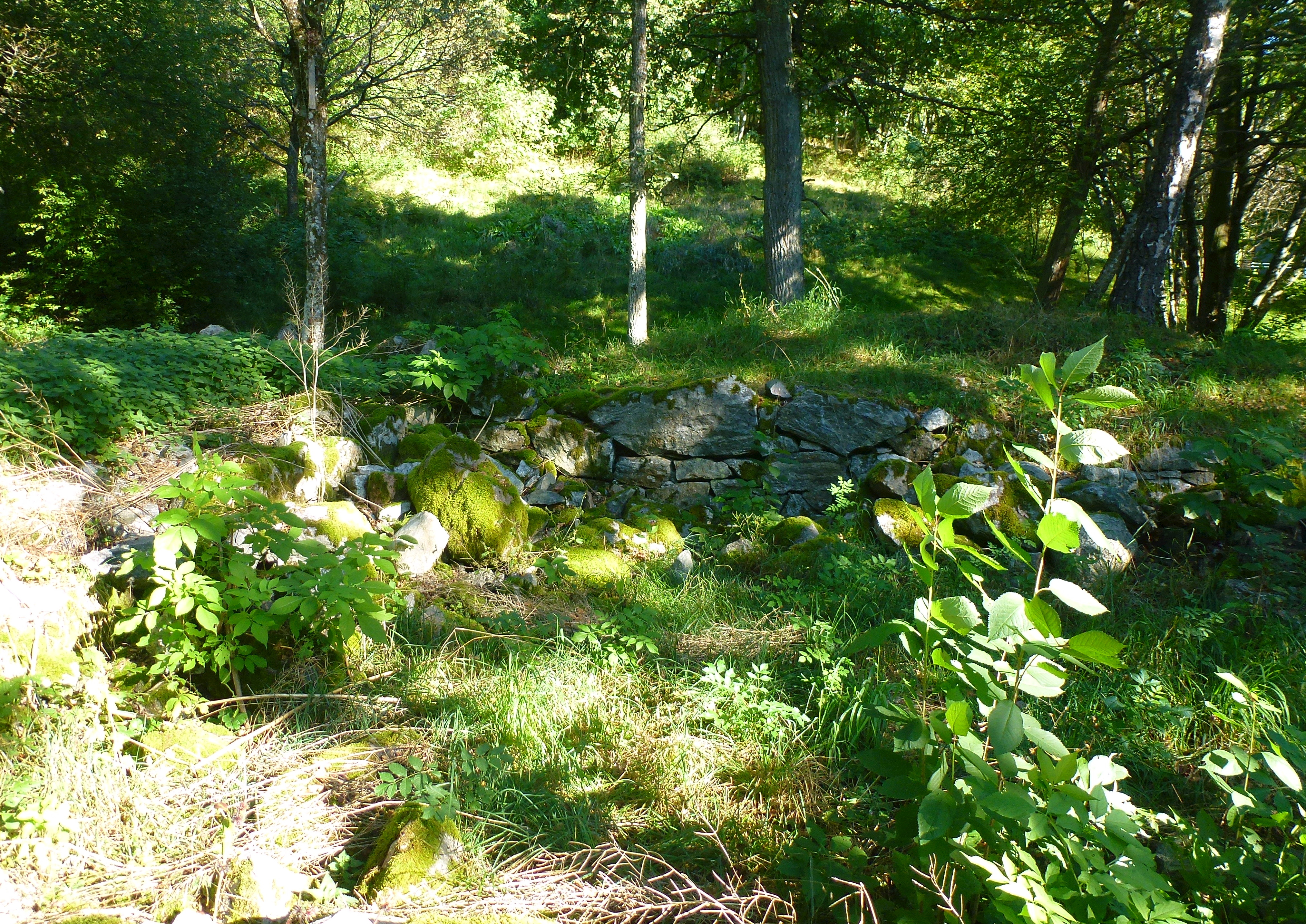
Husgrund efter torpet Kolkärr.